# Podocnemididae
Podocnemididae (лат.) — семейство бокошейных черепах.
Выделено из семейства пеломедузовых черепах. Раньше рассматривалось в составе этого семейства в качестве подсемейства Podocnemidinae.
Представители семейства обитают в Южной Америке и на Мадагаскаре (один вид).
Речные, преимущественно растительноядные черепахи. Размеры карапакса составляют от 20 см у кайеннской щитоногой черепахи до 80 см у аррау.

## Классификация
Семейство объединяет 3 рода, включающие 8 видов:
- Erymnochelys — мадагаскарские щитоногие черепахи
  - Erymnochelys madagascariensis — мадагаскарская щитоногая черепаха
- Peltocephalus — гвианские щитоногие черепахи
  - Peltocephalus dumeriliana (Peltocephalus tracaxa) — гвианская щитоногая черепаха
- Podocnemis — щитоногие черепахи (6 видов)

Кроме этого, семейство включает несколько вымерших родов: Albertwoodemys, Bairdemys, Bauruemys, Brontochelys, Caninemys, Cordichelys, Dacquemys, Lapparentemys, Latentemys, Lemurchelys, Mogharemys, Neochelys, Papoulemys, Peiropemys, Pricemys, Shweboemys, Stereogenys, Turkanemys, Cambaremys, Cerrejonemys, Kenyemys, Roxochelys, Stupendemys и Carbonemys.

## Галерея

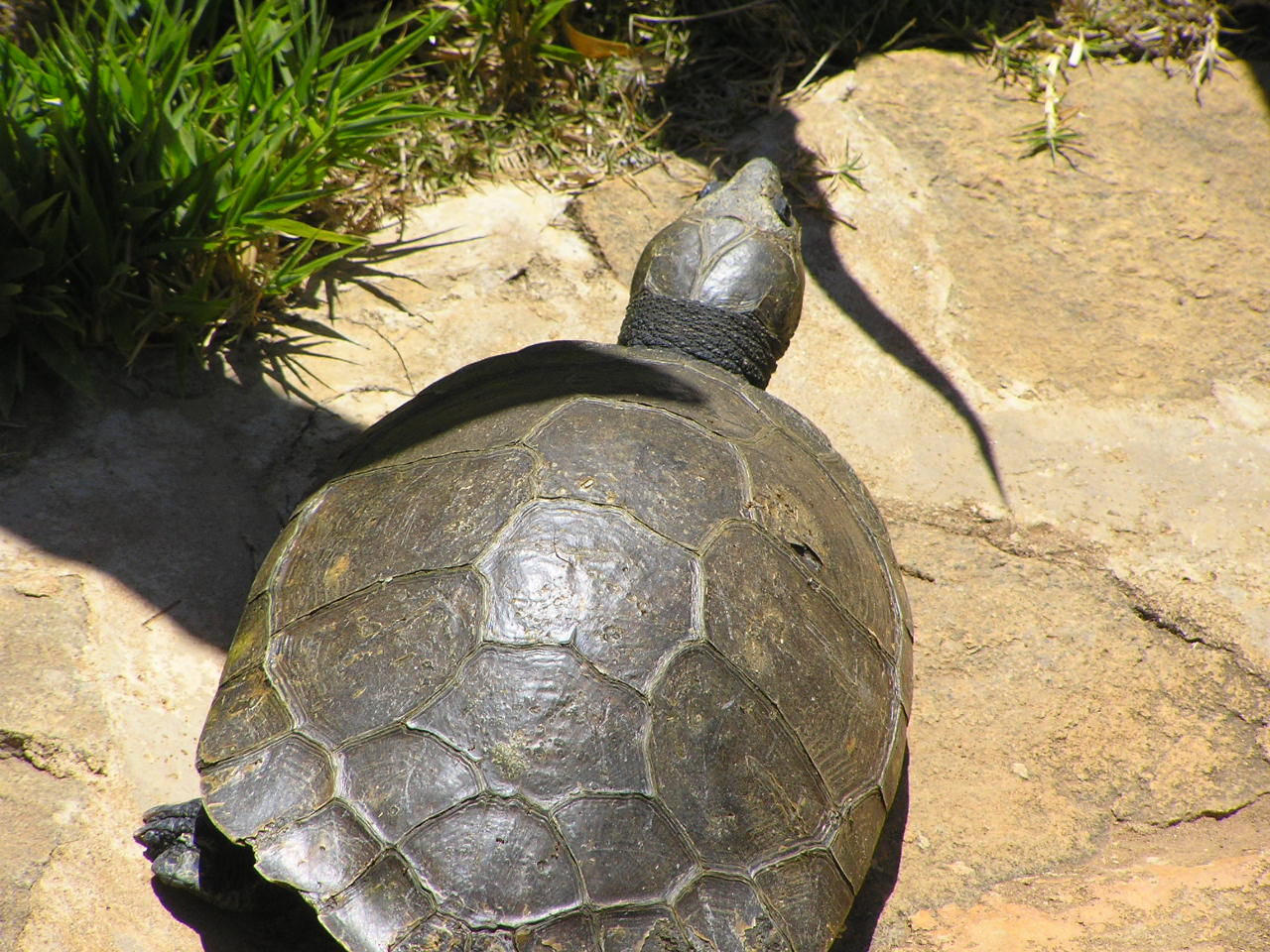
Мадагаскарская щитоногая черепаха
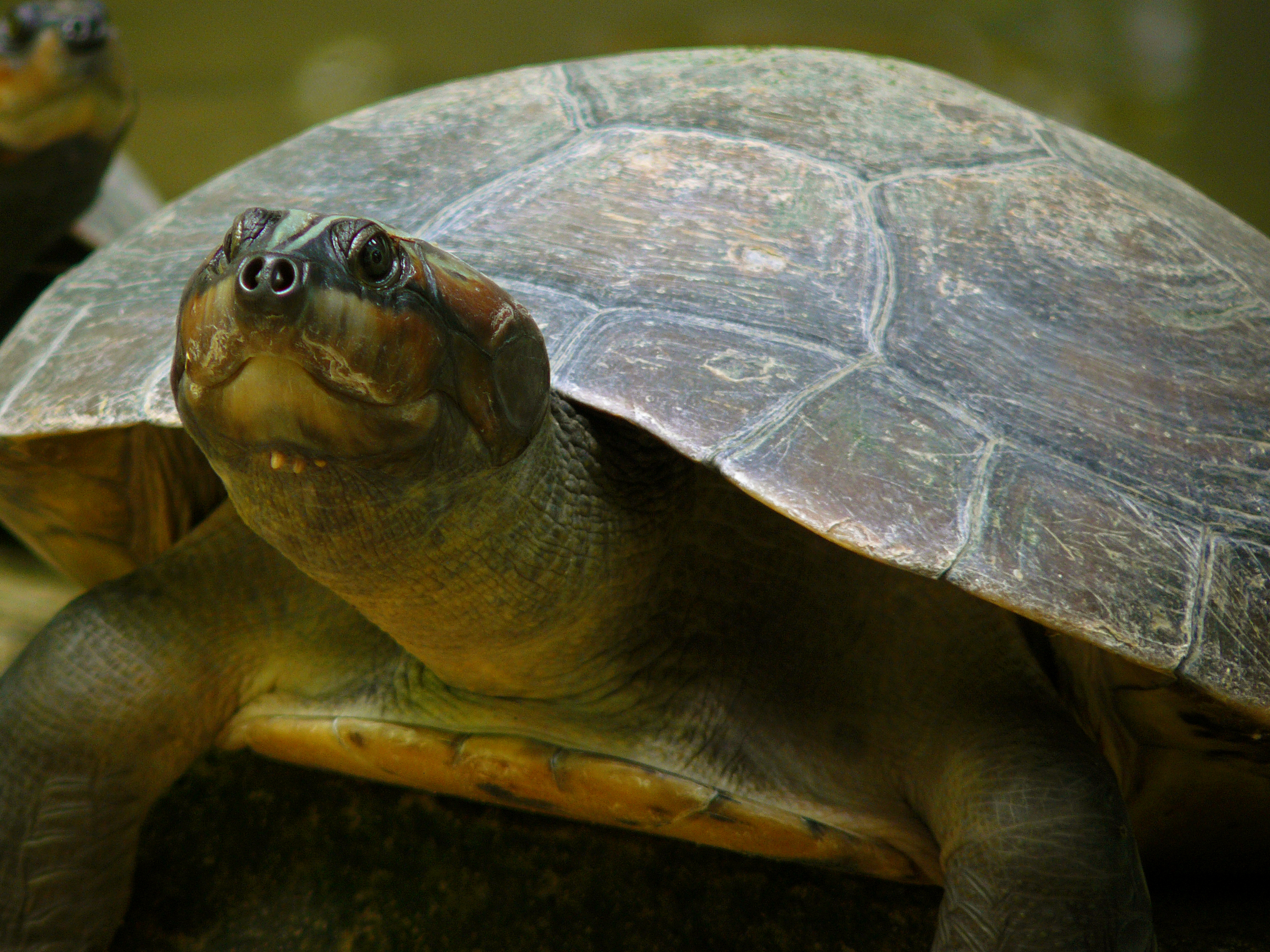
Аррау
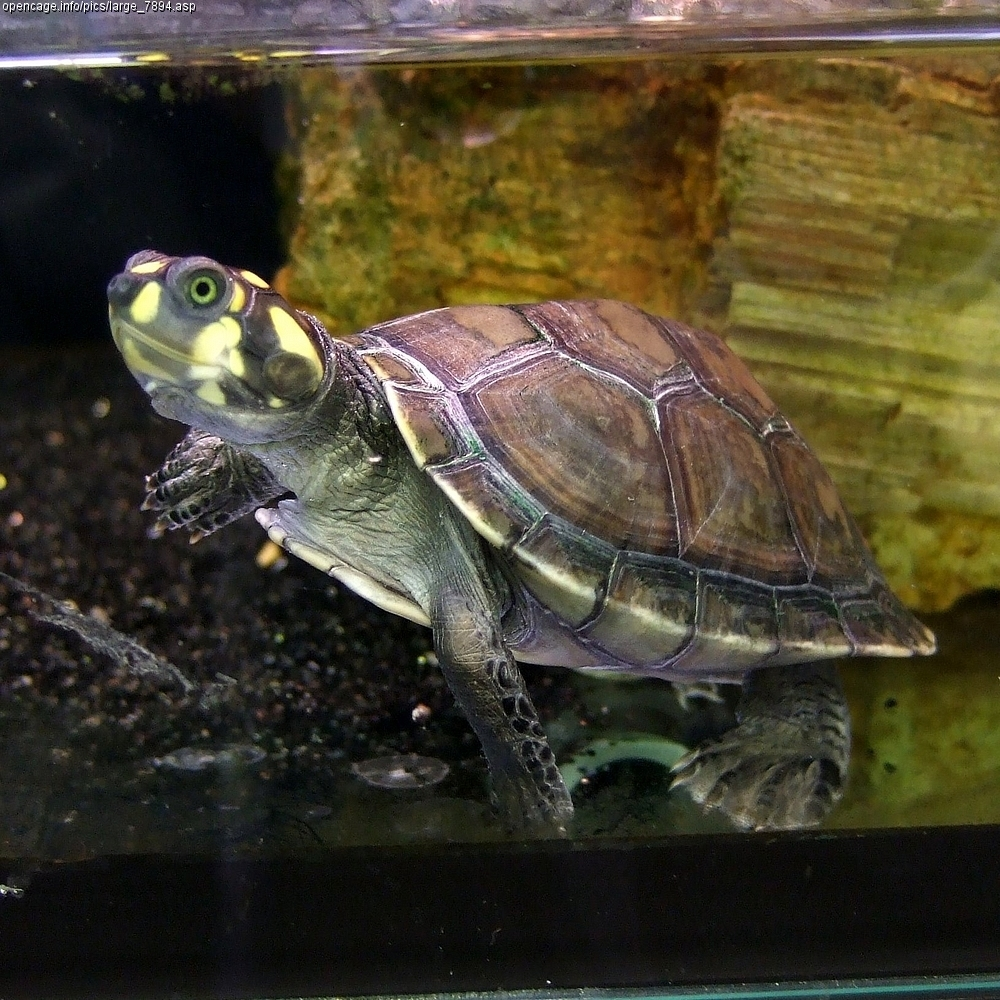
Терекай